# Topór ciesielski

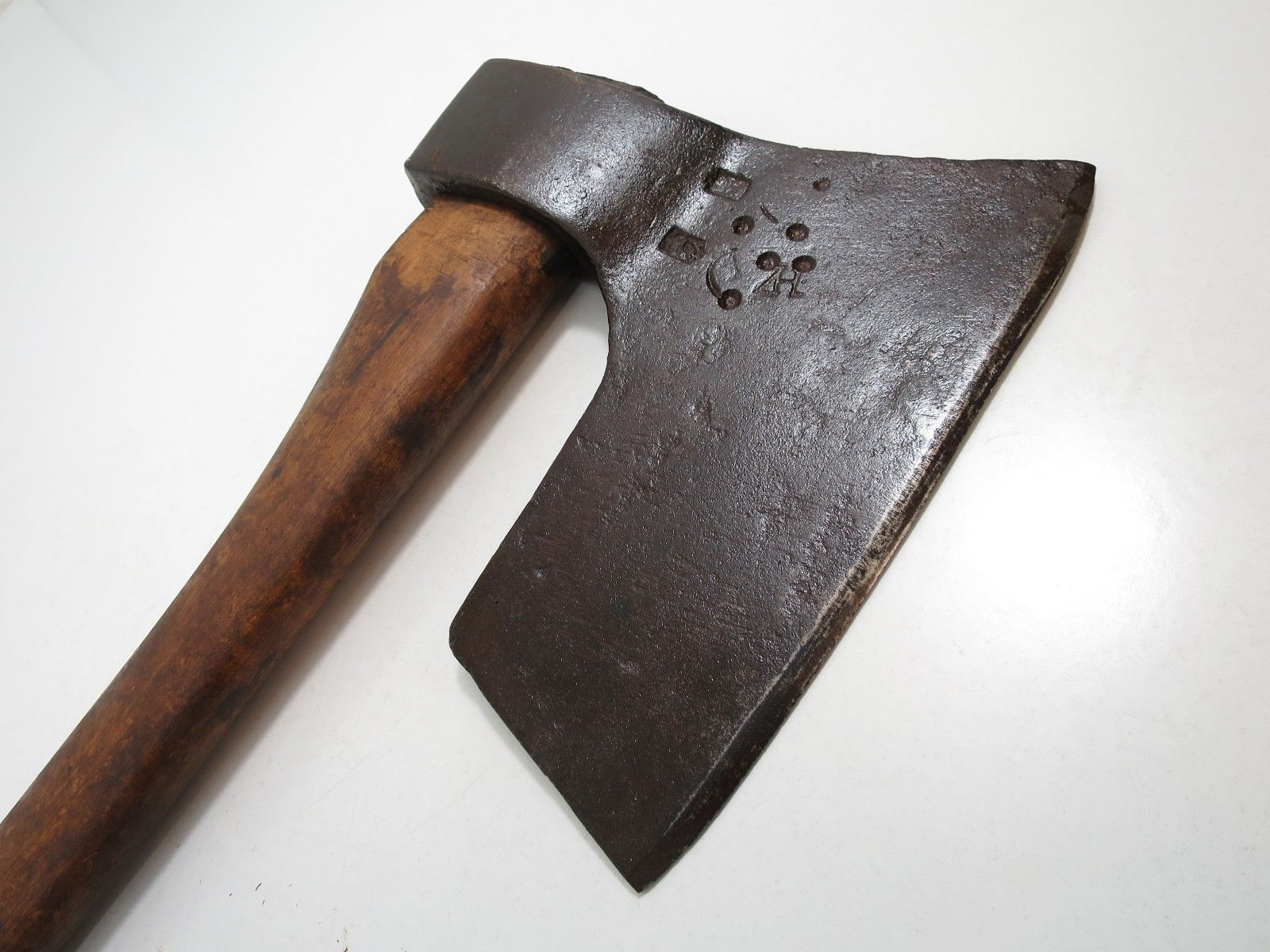
Topór ciesielski

Topór ciesielski – duży topór o wydłużonym ostrzu – do czterech razy dłuższym niż normalna siekiera. Topory ciesielskie mają dwie kategorie ostrza: jednostronne (jak u dłuta) lub dwustronne (jak u noża). Obydwa są używane do przekształcania pnia drzewa w belkę konstrukcyjną przez ścinanie wzdłuż jednej lub więcej stron. 
Topór z jednostronnym ostrzem ma odkrzywioną rękojeść od płaskiej strony głowni, co umożliwia uderzenie pod mniejszym kątem do osi obróbki i jest ciągle bezpieczne dla dłoni.
Jednostronny topór produkuje bardziej gładką powierzchnię, ale może być używany tylko w jedną stronę, zależnie od położenia płaskiej strony głowni.
Topór z dwustronnym ostrzem (nożowym) może być używany w dwie strony, co jest wyraźnie korzystne przy pracy wokół twardych sęków. Topory z dwustronnym ostrzem mają prostą rękojeść.